# Spiritul Crăciunului (film din 2011)
Spiritul Crăciunului (titlu original: Mistletoe Over Manhattan cu sensul de Vâsc deasupra Manhattanului) este un film de Crăciun american de televiziune din 2011 regizat de John Bradshaw. Rolurile principale au fost interpretate de actorii Tricia Helfer și Greg Bryk. A avut premiera TV pe Hallmark Channel la 8 noiembrie 2011.

## Prezentare
Rebecca Claus este îngrijorată că soțul ei supra-obosit și dependent de muncă și-a pierdut spiritul sărbătorilor. Ea crede că poate să-l ajute să-și recupereze fericirea și, în secret, se duce într-un loc în care știe că spiritul Crăciunului trebuie să existe în continuare: New York NYC - unde s-a îndrăgostit prima dată de Nick.
Într-un restaurant aglomerat din New York, Rebecca se împrietenește cu Joe Martel, un polițist îngrijorat că amabila sa bunică e singură și trăiește cu bani puțini. Joe îi dezvăluie că el și soția sa, Lucy Martel, sunt pe cale să divorțeze. Simțind că Joe încă o iubește foarte mult pe soția sa, Rebecca este de acord să lucreze temporar (până la Crăciun) ca bonă a familiei. Rebecca, încântată, salvează mariajul familiei Martel, dovedind soțului ei, Moș Crăciun, că miracolele sunt încă posibile și că locul lui de muncă de la Polul Nord este mai important ca niciodată!

## Distribuție
| Actor                  | Personaj                        |
| ---------------------- | ------------------------------- |
| Tricia Helfer          | Lucy Martel                     |
| Greg Bryk              | Joe Martel                      |
| Tedde Moore            | Rebecca Claus                   |
| Ken Hall               | Sparky Mistletoe, șeful elfilor |
| Mairtin O'Carrigan     | Nick Claus                      |
| Olivia Scriven         | Bailey Martel                   |
| Peter DaCunha          | Travis Martel                   |
| Damon Runyan           | Parker                          |
| Julian DeZotti         | Michael                         |
| Danielle Watling       | Chelneriță                      |
| Manuel Rodriguez-Saenz | Taximetrist                     |
| Philip Williams        | Portar                          |
| Maxwell Uretsky        | Băiatul din restaurant          |
| Laird Blanchard        | Băiatul de pe stradă            |
| Peter Snider           | Un gentilom                     |
| Jayden Greig           | Băiatul din balon               |
| Sydney Cross           | Sora băiatului din balon        |

## Vezi și
- Listă de filme de Crăciun de televiziune sau direct-pe-video